# Северный Гоа
Се́верный Го́а (порт. Goa Norte, англ. North Goa) — округ в индийском штате Гоа. Образован 30 мая 1987 года. Административный центр — город Панаджи. Площадь округа — 1736 км². По данным всеиндийской переписи 2001 года население округа составляло 758 573 человека. Уровень грамотности взрослого населения составлял 83,5 %, что значительно выше среднеиндийского уровня (59,5 %). Доля городского населения составляла 45,1 %.